# Nouvelle Aube
Pour les articles homonymes, voir Aube.
Nouvelle Aube est la déclinaison française du quotidien turc Yeni Şafak, de tendance conservatrice.

## Historique
Fondé en 1995 à İstanbul, Yeni Şafak devient rapidement l'un des principaux journaux turcs, couvrant différents sujets allant de la politique à la religion en passant par l'économie. Le journal élargit son influence en lançant ses déclinaisons en plusieurs langues, offrant ainsi une plateforme pour diffuser ses idées et analyses et la vision géopolitique de la Turquie. 
Lancée officiellement le 27 décembre 2022 pour répondre à la demande croissante d'une source d'information en français sur les sujets turcs et internationaux, tout en accordant une attention particulière aux questions liées au Moyen-Orient, à l'Islam et aux relations entre la Turquie et l'Europe, Nouvelle Aube n'existe qu'en version en ligne. Le directeur de publication est Harun İlhan.
Nouvelle Aube gagne en notoriété grâce à un entretien marquant avec Zineb El Rhazoui, ancienne journaliste de Charlie Hebdo. Dans cet entretien, elle déclare ne pas « condamner le 7 octobre », en référence à l'attaque du Hamas contre Israël le 7 octobre 2023. Cette déclaration suscite de vives réactions et conduit le ministre de l'Intérieur, Bruno Retailleau, à demander l'ouverture d'une enquête pour apologie du terrorisme à son encontre.